# 云和县
云和县位于中國浙江省西南部，丽水市中部。县域东西宽38公里，南北长47公里，区域总面积为984平方公里。縣人民政府駐浮雲街道城北路6號。

## 縣情概況
雲和縣始建於明景泰三年（公元1452年），抗日戰爭時期曾是浙江省政府辦公所在地，是浙江省人民政府授予的“革命老根據地縣”之一，1992年又被評為浙江省對外開放縣。
雲和對外交通，通訊便捷，屬杭州四小時交通圈內，電力資源充沛，城市建設日新月異，基礎設施不斷完善，品位不斷提高，服務功能齊全，投資環境優越。 2003年，被中國輕工業聯合會正式命名為“中國木製玩具城”，被評為全國科技進步先進縣、“浙江省創建文明城市工作先進縣和麗水市級文明縣城。”“山水家園童話世界”是2004年雲和城市發展的重要定位。

## 行政区划
云和县下辖4个街道办事处、3个镇、1个乡、2个民族乡：
元和街道、凤凰山街道、白龙山街道、浮云街道、石塘镇、紧水滩镇、崇头镇、雾溪畲族乡、安溪畲族乡和赤石乡。

## 人口
至2007年全县共有常住总人口123317人：其中户籍总人口111438人，登记在册的暂住人口22731人，外出人口10852人。
根據第七次全国人口普查數據，截至2020年11月1日零時，雲和縣常住人口為129216人。

## 交通
- 235国道过境。

## 歷史沿革簡介
- 明朝正統七年(1442)，葉宗留、王能、鄭祥四、蒼大頭、陳恭善等聚眾千餘人，進入浙南山區雲和、龍泉等地開採銀礦。並於正統十年起義，起義軍攻占官府，大敗朝廷官軍，震驚朝野，朝廷則大舉派兵鎮壓，兵部尚書孫元貞坐鎮浙南。明景泰三年（1452年）孫元貞以去縣僻遠難治，奏析麗水之浮雲、元和二鄉置縣，兼取二鄉名尾字，稱雲和縣。
- 雲和縣始建於明景泰三年（公元1452年），由原麗水縣浮雲鄉和元和鄉兩鄉合建而成。明嘉靖元年（1522年），開始在東仁坊和西成坊附近設置東西2個關門，東門稱“賓煬”（亦名仰京），西門稱“阜民”（亦名通福）並建樓各3間。清康熙二十七年（1688年），在兩個關門的舊址上建築了城門，並左右環以牆墉。乾隆四十年（1775年）、嘉慶十三年（1808年）兩度重修再建，增設了南北迎薰和拱辰兩個城門，改稱東門，“賓煬”為青陽門，西門“阜民”為阜安門，各城門上均設置了樓閣，城門間用磚塊，卵石構築了矮牆。至此，雲和古城框架基本形成。此後雖經道光、咸豐、光緒年間的幾次修葺，古城的面貌、規模仍無多大改觀，而后城門和大部分城牆也未完好保存下來。到解放前夕，雲和城區面積僅為0.56平方公里，只有一條長不足1000米，寬10米用石砌成的浮雲街道（今解放街）。大部分居民沿街道兩側聚居，房屋低矮破舊，商店稀疏，公共設施簡陋。
- 民國十四年（1925年）國民黨雲和縣臨時黨部成立。十六年（1927年）5月解散。同月20日，國民黨雲和縣獨立區黨部成立。十七年（1928年），改稱雲和縣黨務指導委員會。十九年（1930年），復稱雲和縣獨立區黨部。民國三十年（1941年）6月至民國三十三年（1944年）10月抗日戰爭期間曾為浙江省臨時省會所在地。
- 新中國成立後改稱城關鎮（雲和鎮）均為縣治所在地。 1958年，雲和併入麗水縣。 1962年，劃出原雲和、景寧兩縣復建雲和縣。 1984年，雲和縣又分為雲和、景寧兩縣。 2001年11月16日，同意云和縣撤銷沙溪鄉擴大雲和鎮行政區域：撤銷沙溪鄉建制，併入雲和鎮。雲和鎮轄36村、10居，駐中山路376號（原址）。
- 2011年9月行政區劃作如下調整：
- 撤銷黃源鄉、雲豐鄉、大灣鄉、沙舖鄉建制，其行政區域併入崇頭鎮。調整後，崇頭鎮轄37個行政村，鎮政府駐地不變（崇頭村）。
- 撤銷朱村鄉建制，其行政區域併入石塘鎮。調整後，石塘鎮轄34個行政村，鎮政府駐地不變（西灘頭村）。
- 撤銷大源鄉建制，其行政區域併入緊水灘鎮。調整後，緊水灘鎮轄22個行政村，鎮政府駐地不變（金水坑村）。
- 撤銷雲和鎮、雲壇鄉建制，其行政區域改由縣政府直轄。在原雲和鎮、雲壇鄉區域設立4個街道辦事處：
- （一）浮雲街道辦事處：浮雲溪以北，新建路以東，轄原雲和鎮中山、浮雲（含蔬菜股份經濟合作社）、青陽門3個社區和紅光、象山、大徐、雲章、莊前、局村、溪口、天堂坑等8個行政村。街道辦事處駐地為人民路16號（現暫駐解放街66號）。
- （二）元和街道辦事處：浮雲溪以南，新建路以東，轄原雲和鎮元和1個社區和古竹、小徐、山腳、白洋墩、睦田、霞曉橋等6個行政村及原雲壇鄉沈岸、雲壇、陳村、李山前、梅灣、靛青山、包山、沈村、竹坑、平里、蘇坑、沈莊等12個行政村。街道辦事處駐地為仙宮大道401號（現暫駐中山東路17號）。
- （三）白龍山街道辦事處：浮雲溪以南，新建路以西，轄原雲和鎮箬溪1個社區和大坪、瓦窯、黃水碓、程宅、河上、長田、隔溪寮、沙溪、新建、高胥、三門、村頭等12個行政村。街道辦事處駐地為城西路245號（現暫駐中山西路183號）。
- （四）鳳凰山街道辦事處：浮雲溪以北，新建路以西，轄原雲和鎮新華、解放2個社區和巧雲、勤儉、新嶺、河坑、楊家山、梅壟、西弄、貴溪、柘園、後山等10個行政村。街道辦事處駐地為中山路376號。